# The Toxic Avenger (film, 2023)
Pour les articles homonymes, voir The Toxic Avenger.
Série The Toxic Avenger
Citizen Toxie: The Toxic Avenger IV
(2000)
Pour plus de détails, voir Fiche technique et Distribution.
The Toxic Avenger est un film américain réalisé par Macon Blair et sorti en 2023. Il s'agit d'un remake du film The Toxic Avenger de Lloyd Kaufman et Michael Herz, sorti en 1985, et du 5e film mettant en scène le personnage du même nom, produit par Troma Entertainment.
Il est présenté en avant-première en septembre 2023 à la Fantastic Fest. Après quelques problèmes de distribution, il ne sortira que deux ans plus tard dans les salles américaines.

## Synopsis
Winston travaille comme concierge dans l'entreprise Garb-X. On lui diagnostique alors une maladie incurable. En phase terminale, Winston ne peut être guéri que par un traitement coûteux, qu'il ne peut financer. Après avoir décidé de prendre les choses en main, il décide de voler son entreprise mais il tombe dans une fosse de déchets toxiques. Il se transforme alors en un monstre déformé. Il va cependant entreprendre de faire le bien tout en se vengeant de tous ceux qui lui ont fait du tort.

## Fiche technique
Sauf indication contraire, les informations mentionnées dans cette section peuvent être confirmées par la base de données cinématographiques IMDb,  présente dans la section « Liens externes ».
- Titre original : The Toxic Avenger
- Réalisation : Macon Blair
- Scénario : Macon Blair, d'après les personnages créés par Lloyd Kaufman et Joe Ritter
- Musique : Brooke Blair et Will Blair
- Direction artistique : Ivan Ranghelov
- Décors : Alex Cameron
- Costumes : Olga Mekikchieva et Vanessa Porter
- Photographie : Dana Gonzales
- Montage : Brett W. Bachman et James Thomas
- Production : Michael Herz et Lloyd Kaufman
- Production déléguée : Andrew Pfeffer
- Sociétés de production : Legendary Pictures et Troma Entertainment
- Société de distribution : Cineverse (États-Unis)
- Budget : n/a
- Pays de production :  États-Unis
- Langue originale : anglais
- Format : couleur
- Genres : comédie horrifique, science-fiction
- Durée : 102 minutes
- Date de sortie[2] :
  - États-Unis : 21 septembre 2023 (Fantastic Fest)
  - États-Unis : 29 août 2025
- Classification[3] :
  - États-Unis : R - Restricted

## Distribution
- Peter Dinklage : Winston / The Toxic Avenger
- Jacob Tremblay : le fils de Winston
- Taylour Paige : J. J. Doherty
- Kevin Bacon : Bob Garbinger
- Julia Davis : Kissy Sturnevan
- Elijah Wood : Fritz Garbinger
- David Yow : Guthrie Stockins[4]
- Macon Blair : Dennis[5]
- Jane Levy
- Jonny Coyne : Thad Barkabus

## Production

### Genèse et développement
En avril 2010, un remake du film The Toxic Avenger (1984) est annoncé. Cette nouvelle version est présentée dans un style plutôt familial PG-13 dans la veine de la série d'animation Toxic Crusaders (en). Steve Pink (en) est annoncé comme réalisateur et co-scénariste.
En septembre 2016, il est finalement annoncé que Conrad Vernon réalisera le film qui sera notamment produit par Guillermo del Toro et  Akiva Goldsman. Mike Arnold et Chris Poole sont alors chargés de retravailler le script de Steve Pink et Daniel C. Mitchell.
En décembre 2018, il est révélé que Legendary Pictures a acquis les droits du nouveau film The Toxic Avenger. Les producteurs du premier film, Lloyd Kaufman et Michael Herz de Troma Entertainment, participent eux aussi au projet. En mars 2019, Macon Blair est annoncé comme scénariste et réalisateur. Dans un entretien de janvier 2021, Lloyd Kaufman justifie ce choix : « Macon Blair connaît Troma mieux que moi. Il a tout vu. Il a vu le dessin animé [Toxic Crusaders], il a vu le special Halloween, il a tout vu. Et il adore nos films… J'ai lu le scénario et il est meilleur que l'original et je le lui laisse. Si on m'appelle, je serais heureux de me lancer. J'ai appris sur la comédie musicale à laisser le créatif au créatif. J'ai appris à les laisser demander alors s'ils me veulent, je suis là… J'espère que Legendary continuera. S'ils laissent Macon Blair le diriger, je pense que ce sera formidable. Il connaît le sens de l'humour de Troma, la combinaison du slapstick et de la satire avec le thème de l'environnement. »
En décembre 2021, l'acteur Peter Dinklage révèle que le film n'est pas vraiment un remake.
Le 15 aout 2023, une première image officielle de Peter Dinklage est dévoilée.

### Attribution des rôles
En mai 2013, Arnold Schwarzenegger est annoncé en négociations pour le rôle-titre, mais abandonne le projet au profit de Terminator Genisys (2015). En novembre 2020, Peter Dinklage est finalement confirmé dans le rôle.
En avril 2021, Jacob Tremblay et Taylour Paige rejoignent la distribution,.
En juin 2021, Kevin Bacon, Julia Davis et Elijah Wood sont annoncés,.

### Tournage
Le tournage débute en juin 2021 en Bulgarie. Les prises de vues s'achèvent en août 2021,,,.

## Sortie et accueil
The Toxic Avenger est présenté en avant-première le 21 septembre 2023 à la Fantastic Fest.
Sur le site d'agrégation de critiques Rotten Tomatoes, le film obtient 91% d'avis favorables, pour 22 critiques et une note moyenne de 7⁄10. Le consensus suivant résumé les avis collectés : « Comme l'original, The Toxic Avenger n'est pas pour tout le monde – mais les téléspectateurs à la recherche d'un bon moment extrêmement sanglant et extrêmement idiot ne seront pas déçus. » Sur le site Metacritic, qui utilise une moyenne pondérée, le film obtient la note de 66⁄100.
En juillet 2024, il est précisé que le film n'a pas connu de sortie grand public car il n'a pas de distributeur. En effet, son style gore graphique n'attire pas de société de distribution. Adam Masnyk explique sur Twitter que le film est un projet difficilement vendable pour le marché actuel et qu'il restera inédit. Finalement, en janvier 2025, il est annoncé que Cineverse a acquis les droits de distribution du film aux États-Unis et qu'une sortie est prévu dans l'année. Peu après, la date de sortie américaine est fixée au 29 août 2025,,